# Diego Mackenzie
Diego Mackenzie (Buenos Aires, Argentina; 1964 - Ibídem; 11 de octubre de 2001) fue un actor de cine, teatro y televisión argentino.

## Carrera
Diego Mackenzie fue un destacado actor de reparto argentino. Se inició en cine en 1998 con el film Sobre la tierra con Graciela Borges y Germán Palacios. Tuvo una participación importante en el 2001 con la premiada El hijo de la novia, protagonizada por Ricardo Darín, Norma Aleandro y Héctor Alterio, en el papel de Rosales. Su papel más memorable es el Paquito, el rengo en 76 89 03 (1999), dirigido por Flavio Nardini y Cristian Bernard. Por cuestiones comerciales luego de su temprana muerte se emitieron sus dos últimas películas
Marc, la sucia rata del 2003 en su rol protagónico junto a Geniol y Divina Gloria, y el film Cruzaron el disco.
Paralelamente a su carrera cinematográfica la complemento con sus apariciones en diversas publicidades en la pantalla chica como en los comerciales del café La morenita, de los supermercados Norte y de Visa.
En teatro actuó en algunas obras teatrales como Háblame como la lluvia, dirigida por Silvia Kratz.
Mackenzie falleció sorpresivamente luego de una lucha contra un cáncer de pulmón el jueves 11 de octubre de 2001 con tan solo 37 años. Le sobreviven sus dos hijos.

## Filmografía
- 1998: Sobre la tierra[3]
- 1999: 76 89 03
- 2001: El hijo de la novia
- 2003: Marc, la sucia rata (póstuma)
- 2004: Cruzaron el disco (póstuma)